# Station Barneveld-Voorthuizen
Barneveld-Voorthuizen was de naam van twee stations.

## Aan de Oosterspoorweg
Het eerste station van die naam werd geopend in 1876, aan de spoorlijn Amsterdam - Zutphen (Oosterspoorweg), tussen de Nederlandse dorpen Barneveld en Voorthuizen. Bij dit station lag vanaf 1902 een viaduct over de sporen, van de spoorlijn Nijkerk - Ede-Wageningen (Kippenlijn), die hier de halte Barneveld Kruispunt had, zodat hier kon worden overgestapt tussen beide lijnen.
Het station werd in 1938 gesloten voor het reizigersvervoer.
De naam werd op 15 mei 1939 gewijzigd in Voorthuizen. Het station was nog tot 3 juni 1973 in gebruik voor het goederenvervoer.

## Aan de Kippenlijn
In 1937 werd de halte Barneveld-Voorthuizen in gebruik genomen aan de verbindingsboog tussen de Oosterspoorweg en de Kippenlijn. In 1981 werd de naam van deze halte gewijzigd in Barneveld Noord (zie aldaar).
0: Amsterdam Centraal ·
1: Oosterdok ·
2: Kattenburgerbrug ·
3: Sint Anthoniedijk ·
4: Amsterdam Muiderpoort ·
5: Amsterdam Science Park ·
7: Diemen (Diemerbrug) ·
8: Overweg langs de Diemen ·
13: Weesp ·
18: Keverdijksche Weg ·
22: Naarden-Bussum ·
23: Heerenstraat ·
24: Bussum Zuid ·
24: Grintweg Bussum - Hilversum ·
26: Kraailooschenweg ·
27: Hilversum Media Park ·
28: Hilversum ·
32: Zwarte Weg ·
36: Baarn ·
40: Groote Melmweg ·
45: Amersfoort Centraal ·
51: Hoevelaken ·
55: Terschuur ·
61: Barneveld-Voorthuizen ·
68: Stroe ·
75: Kootwijk ·
78: Assel ·
88: Apeldoorn ·
91: Apeldoorn De Maten ·
97: Klarenbeek ·
101: Voorst-Empe ·
104: Hoven ·
106: Zutphen
Huidige stations:
Aalten ·
Apeldoorn · 
-De Maten · 
-Osseveld ·
Arnhem:
-Centraal · 
-Presikhaaf · 
-Velperpoort · 
-Zuid ·
Barneveld:
-Centrum · 
-Noord ·
-Zuid ·
Beesd ·
Brummen ·
Culemborg ·
Didam ·
Dieren ·
Doetinchem · 
-De Huet · 
Duiven ·
Ede:
-Centrum ·
-Wageningen ·
Elst ·
Ermelo ·
Gaanderen · 
Geldermalsen ·
't Harde ·
Harderwijk ·
Hemmen-Dodewaard ·
Kesteren ·
Klarenbeek ·
Lichtenvoorde-Groenlo ·
Lochem ·
Lunteren ·
Nijkerk ·
Nijmegen · 
-Dukenburg · 
-Goffert · 
-Heyendaal · 
-Lent ·
Nunspeet · 
Oosterbeek ·
Opheusden ·
Putten ·
Rheden ·
Ruurlo ·
Terborg ·
Tiel · 
-Passewaaij ·
Twello · 
Varsseveld · 
Veenendaal-De Klomp · 
Velp · 
Voorst-Empe · 
Vorden · 
Wehl ·
Westervoort · 
Wezep · 
Wijchen ·
Winterswijk · 
-West · 
Wolfheze · 
Zaltbommel · 
Zetten-Andelst · 
Zevenaar · 
Zutphen
Voormalige stations: lijst van voormalige spoorwegstations in Gelderland